# Makaton
Makaton – brytyjski program językowy sporządzony do kontaktów z osobami mającymi trudność z porozumiewaniem się i uczeniem. Jest formą komunikacji totalnej z wykorzystaniem mowy, gestu i symboli graficznych.

## Historia
Program powstał w początku lat 70. XX wieku, a jego twórcami byli Margaret Walker (główna inicjatorka, logopeda i psychiatra), Kathy Johnston oraz Tony Cornforth z Królewskiego Stowarzyszenia Głuchych i Niemych. Nazwa została zaczerpnięta od pierwszych sylab imion twórców. Począwszy od 1972 Makaton był lokalnym projektem, który służyć miał poprawie komunikacji osobom dorosłym, niesłyszącym, z niepełnosprawnością intelektualną, przebywającym w szpitalu Bolley’s Park. Program rozszerzono w 1976, po przeprowadzeniu badań z dziećmi o trudnościach komunikacyjnych powstałych na zróżnicowanych podłożach. Powstała wówczas zasadnicza postać tzw. słownictwa Makatonu z wykorzystaniem gestów. Z czasem okazało się, że gesty nie stanowią wystarczającej bazy do porozumiewania się z niepełnosprawnymi interlokutorami, zwłaszcza w przypadku występowania u nich autyzmu lub porażenia mózgowego. Począwszy od 1985 wprowadzono więc do programu językowego także pierwsze symbole graficzne. W 1996 przeprowadzono poprawki w słownictwie podstawowym z 1976, dostosowując program do zmian cywilizacyjnych, a także powszechnego w Wielkiej Brytanii problemu wielokulturowości. Wersja z 1996 jest wykorzystywana do dziś w komunikacji z osobami z bardzo szerokim spektrum zaburzeń.

## Zasady
Twórcy programu wychodzili z założenia, że osobom niepełnosprawnym potrzebny jest prosty, nieoderwany od życia sposób komunikacji z otoczeniem, który pozbawiony byłby naukowości charakterystycznej dla opisywania kontaktów z osobami dysfunkcyjnymi i zakorzeniony w otaczającej każdego człowieka codzienności. Nauczanie takiego języka powinno być konsekwentne, stałe, zestandaryzowane i adekwatne do poszczególnych sytuacji. Wymagania tego rodzaju doprowadziły do wypracowania słownictwa Makatonu, które oparto na czterech podstawowych zasadach:
- uczenie się funkcjonalnego, podstawowego zasobu pojęć, o kluczowym znaczeniu dla codziennej komunikacji,
- organizowanie zakresu słownictwa według jego wagi dla codziennego porozumiewania, w obrębie poszczególnych poziomów, a także według jego trudności i przyswajalności,
- personalizacja słownictwa i jego dostosowanie do konkretnych potrzeb danej osoby niepełnosprawnej,
- jednoczesne wykorzystywanie tak mowy, jak i gestów oraz symboli graficznych[1].

W zasobie komunikacyjnym programu każde ze słów ma odpowiednik manualny (gest) oraz graficzny (symbol). Użyciu każdego z nich towarzyszy zawsze poprawne wypowiadanie danego słowa (mowa). Gesty w oryginalnym, brytyjskim Makatonie pochodziły z brytyjskiego języka migowego, a w polskim – zaczerpnięte są z polskiego języka migowego z drobnymi zmianami. Gesty i symbole nie są alternatywami, ale raczej pełnią względem siebie rolę uzupełniającą. Początkowo dzielono niepełnosprawnych na grupy komunikujące się albo gestami, albo symbolami, ale począwszy od lat 80. XX wieku zauważono, że dużo większe efekty przynosi podejście holistyczne, czyli nauczanie łączne. Oprócz tego wykorzystywane są naturalne formy komunikacji niewerbalnej – mimika, dotyk, postawa ciała, kontakt wzrokowy, ruchy i inne.

## Zakres pojęciowy
Zakres pojęciowy Makatonu dzieli się na słownictwo podstawowe i uzupełniające:
- podstawowe (ang. Core Vocabulary) – około 350 pojęć umieszczonych na ośmiu poziomach i fakultatywnym poziomie dziewiątym, uszeregowanych według trudności i stopnia przyswajalności, wdrażanych stopniowo, po kolei, w miarę czynionych postępów. Poziom pierwszy dotyczy podstawowych pojęć związanych z zaspokajaniem potrzeb (np. jeść, iść, toaleta oraz tak, nie) i ma służyć nawiązaniu porozumienia. Poziomy 2 i 3 dotyczą domu, poziomy 4-6 zadań edukacyjnych, a 7-8 kompetencji społecznych.
- dodatkowe (ang. Resource Vocabulary) – około 7000 pojęć poukładanych według tematów (np. religia, transport, zwierzęta, itp.) i wykorzystywanych przede wszystkim przez terapeutów w indywidualnych programach wsparcia[1].

Symbole graficzne są proste i czytelne, a zaprojektowano je zgodnie z pięcioma zasadami: obrazkowe, relacyjne, abstrakcyjne, strategiczne i wskazujące. Logiczne strategie klasyfikacji znaków zbliżone są do pisma Blissa. I tak np. znaki wykorzystujące koło oznaczają relacje rodzinne, a trójkąt – zagadnienia ilościowe.

## Zastosowanie
Z użyciem znaków Makatonu tworzone są pomoce naukowe (zwłaszcza zindywidualizowane), książki komunikacyjne, tablice z planem dnia, czy tablice stanów emocjonalnych, można z ich pomocą tworzyć notatki, zlecać zadania, zapisywać teksty wierszy i piosenek, czy przekazywać codzienne wiadomości. Można je również wykorzystywać do tłumaczenia dokumentów, czy informacji publicznych w miejscach ogólnodostępnych. Niektóre z brytyjskich muzeów, bibliotek i szpitali zostały oznakowane za pomocą symboli Makatonu, a w Irlandii Północnej wydawana jest w tej symbolice broszura.